# 夏娃墓

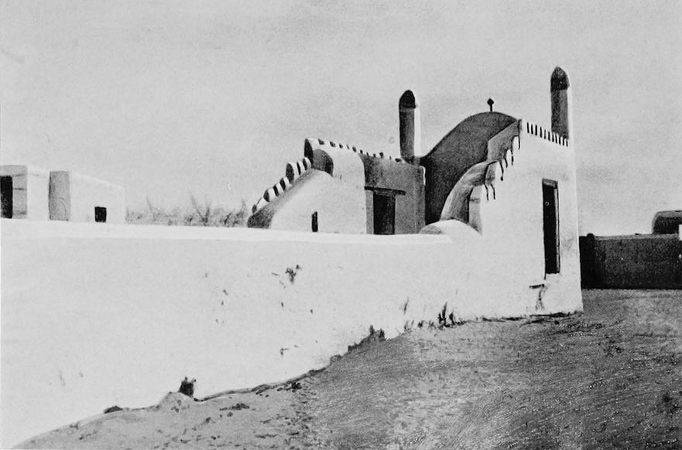
夏娃墓，1913年。

夏娃墓（阿拉伯語：مقبرة أمنا حواء），又称夏娃冢，是一个在沙特阿拉伯的吉达地区的一个考古学遗址（21°29′31″N 39°11′24″E / 21.49194°N 39.19000°E）。它被某些穆斯林认为是《可蘭經》和《圣经》中的夏娃的埋葬之处。
在他的《一千零一夜》译本中，理查德·弗朗西斯·伯顿提到自己曾见过夏娃墓。为了制止在墓址附近出现的朝拜活动，当局在1975年用混凝土将该遗址封死。

## 提及
安杰罗·帕斯齐在他的关于吉达的著作中提及了这个遗址。他指出最早的关于该墓的纪录：

……出自10世纪的哈姆达尼，其声称「有说法指亚当在麦尼有了强烈的想见夏娃的欲望……，夏娃来自吉达，而亚当与夏娃在阿拉法特山相合」。第一位提到夏娃的墓冢在吉达的是12世纪中叶的伊德里西，但12世纪晚期的伊布·朱贝尔，根据他自己的亲身经历（与伊德里斯不同，他亲自去了吉达），写道'吉达有着一个古老而壮观的穹屋，据称是夏娃在去麦加的路上休憩的地方'。伊布·阿木加维尔（13世纪）和伊布·哈里坎（13世纪）分别对吉达的夏娃墓作出了明确的记载。伊布·巴图他（14世纪）则对其完全没有提及。塔巴里，马苏迪和其他历史学家指出——根据传说——夏娃被葬在吉达，但没能给出关于她的墓冢的具体信息。

T.E.劳伦斯所著《智慧的七柱》（1921）第八章中对夏娃墓亦有提及。

## 规模
E·F·高蒂尔估计墓的总长大约为130米。著名的政治家伊克巴·阿里·沙阿提及了墓穴的规模：

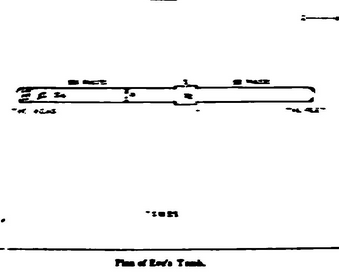
理查德·弗朗西斯·伯顿所制的夏娃墓示意图

夏娃看来必然是一位身形巨大的女性，因为坟墓本身据说有八英尺（约2.4米）长。这么说来，我们只能说还好她没能活着迎接我们；虽然俗话说我们穆斯林对于英雄体格（八头身或以上）的女性有着独特的欣赏，但对于巨人我们还是会望而却步吧。但也有人告诉我坟墓本身神奇地自己变长了，所以现在我造访的时候它才是这样巨大。

奥尼·拉菲克（1882年-1905年任汉志埃米尔）曾尝试摧毁该座坟墓，但造成公众的剧烈反对，之后他曾说：“但你们真的觉得『我们的母亲』是那样的高么？如果愚蠢是国际性的，那么就让这坟墓继续伫立吧。”

## 图片

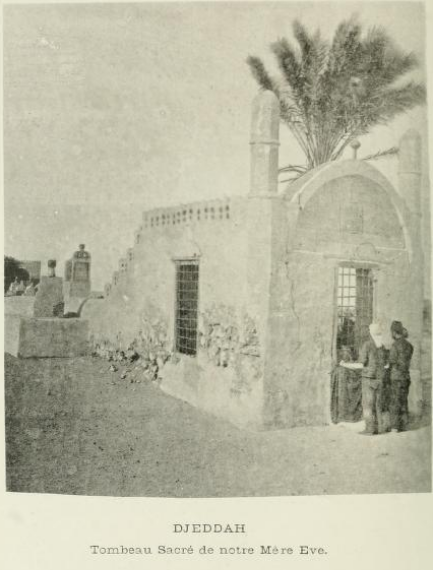
1894年
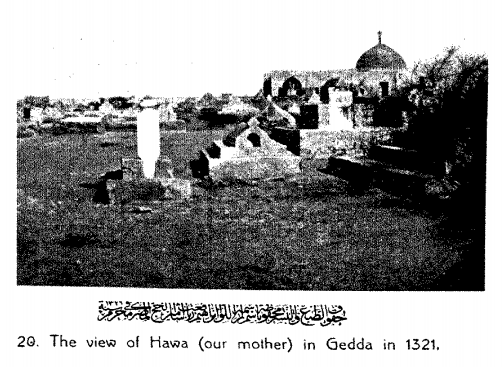
1903年
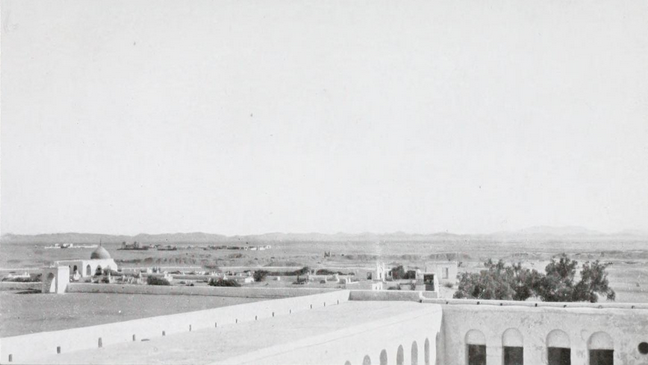
1922年